# Cuba
Cuba (Republica Cuba, în spaniolă República de Cuba) este o țară insulară din nordul Americii Centrale, situată pe cea mai mare insulă din Antile (Cuba), Isla de la Juventud și câteva arhipelaguri. Se află la confluența Mării Caraibelor, Golfului Mexic și Oceanului Atlantic. La nord se află SUA și Bahamas, la vest - Mexic, la sud - Insulele Cayman și Jamaica, iar la sud-est - Haiti. Capitala și cel mai mare oraș din țară este Havana. Al doilea oraș ca mărime este Santiago de Cuba.

## Etimologie
Denumirea „Cuba” provine din limba taino și, deși semnificația exactă nu este clară, aceasta poate fi tradusă ca „teren fertil” (cubao) sau ca „loc minunat” (coabana). Se spune că numele „Cuba” a fost dat de Cristofor Columb, după orașul Cuba din districtul Beja din Portugalia.

## Istorie
Articol principal: Istoria Cubei
Populațiile originare amerindiene  (Taino, Siboney și Guanajatabey) au căzut sub dominația Spaniei în secolul al XVI-lea. În mai puțin de 200 de ani, populația indigenă a fost, practic, exterminată total. Lupta coloniei pentru independență a început în 1868 și a continuat de-a lungul secolului al XIX-lea până la Războiul spaniolo-american din 1898. Statele Unite au ocupat insula până  în 1902, când i s-a recunoscut independența, limitată totuși de Amendamentul Platt (revocat în 1934), SUA continuând să aibă o influență majoră în politica cubaneză.
Che Guevara, Fidel Castro Ruz, Camilo Cienfuegos, Raúl Castro Ruz și armata lor de rebeli au fost unul dintre grupurile numeroase de gherilă care se opuneau dictatorului Fulgencio Batista. 'Mișcarea 26 iulie'  a lui Castro a absorbit rapid toate aceste mișcări și a cucerit puterea, formând guvernul, după victoria, în 1959, împotriva forțelor militare loiale lui Batista. În momentul în care Batista a fost alungat de la putere, 75% din terenul cultivabil era proprietatea cetățenilor străini și companiilor străine (în special nord-americane). Noul guvern revoluționar a adoptat reforma agrară și a confiscat cea mai mare parte a proprietăților agricole ale companiilor străine. În scurtă vreme, însă, relațiile cu SUA s-au deteriorat. La început, Castro nu dorea să discute planurile sale de viitor, dar, în cele din urmă, s-a declarat comunist, explicând că încearcă să construiască socialismul în Cuba. Au fost stabilite relații diplomatice cu Uniunea Sovietică. Un guvern nou, condus de renăscutul Partid Comunist Cubanez, a început să pună în practică reformele economice promise de Castro. Printre alte lucruri, asistența medicală și învătământul au devenit, pentru prima oară, gratuite pentru toți cubanezii. Cu o oarecare întârziere, o constituție de inspirație sovietică a fost adoptată în 1976.
Pentru mai multe decenii, Cuba a primit un ajutor (subvenție) masiv din partea URSS, în schimbul zahărului cubanez, sovieticii livrând petrol. O parte din cantitatea aceasta de petrol era consumată în Cuba, iar restul era vândut pe piața mondială pentru un profit de câteva miliarde de dolari. În schimbul acestei subvenții sovietice, Cuba sprijinea mișcările comuniste din toată America Latină (printre altele: Nicaragua, El Salvador, Guatemala, Columbia și Chile) și din Africa (Angola, Mozambic și Etiopia).  Numai în Angola existau peste 50.000 de militari cubanezi. Colapsul Uniunii Sovietice din 1991 i-a dat o lovitură economică grea Cubei, iar când sovieticii au încetat acordarea ajutorului anual de 6 miliarde de dolari , guvernul comunist a chemat populația la  "perioadă specială" de refacere.
În ciuda faptului că i-a fost interzis accesul la împrumuturile de la FMI și Banca Mondială, deoarece Cuba este în zona debitorilor Clubului de la Paris cu sute de milioane de dolari,  economia țării nu s-a prăbușit, deși venitul pe cap de locuitor este încă mai mic decât era în 1989 (dar în creștere lentă). Economia cubaneză are ca ramuri importante agricultura (tutun, zahăr, citrice), mineritul (nichel) și turismul.
În 1996, administrația Clinton a emis Legea Helms-Burton. Această lege stabilește, printre altele, că orice companie străină care "face în mod conștient operațiuni comerciale în Cuba cu proprietăți ale cetățenilor SUA confiscate fără compensație" va intra în litigiu cu statul american, iar conducătorilor respectivelor companii  li se va interzice accesul în Statele Unite. Sancțiuni pot fi aplicate companiilor din afara SUA, care fac comerț cu Cuba. Această legislație a fost aplicată după doborârea a două avioane civile de către armata cubaneză. 
. Această legislație extrateritorială este considerată foarte controversată, iar embargoul SUA a fost condamnat pentru a 13-a oară, de 179 de state, în cadrul Adunării Generale a ONU din 2004 . Mai mult, membri ai Congresului SUA din amândouă partidele au criticat, în mod deschis, creșterea cheltuielilor pentru întărirea embargoului. [nefuncțională]

Cei mai importanți parteneri comerciali ai Cubei sunt: Spania, Canada, Franța, Italia, Anglia și Japonia. Embargoul SUA împotriva Cubei se aplică tuturor bunurilor, cu excepția produselor medicale și a mărfurilor agricole, care sunt autorizate de lege. Companiile agricole americane sunt libere să exporte în Cuba, cu condiția plății în avans în bani gheață. Călătoriile cetățenilor americani sunt în mare parte interzise prin lege. Totuși, unii cetățeni americani vizitează în mod ilegal Cuba, călătorind prin Mexic, Canada sau Bahamas, ei fiind mai apoi pasibili de plata unor amenzi mari, dacă sunt puși sub acuzare, autoritățile americane nefiind foarte stricte cu turiștii obișnuiți, care nu sunt implicați în activități criminale. La fel, este de remarcat faptul că evoluția de ultimă oră a relațiilor Cubei cu SUA înregistrează o evidentă îmbunătățire, astfel că, în luna decembrie 2014, printre măsurile luate în vederea normalizării relațiilor diplomatice, Obama a anunțat eliminarea restricțiilor de călătorie între cele două țări, reluarea relațiilor diplomatice la nivel de ambasade, reluarea unor schimburi comerciale.

### Declinul puterii lui Fidel Castro
În iulie 2006, din cauza unor probleme de sănătate, Fidel Castro predă provizoriu puterea fratelui său, Raúl. În februarie 2008, Fidel anunță că, după 50 de ani de putere, renunță la președinția Cubei.
Raúl Castro, care se pare că va fi succesorul, anunță reforme economice, având ca obiectiv, printre altele: sistemul de salarizare, susținerea proprietății private asupra locuințelor, a terenurilor agricole și alte drepturi și libertăți (care, anterior, erau interzise de către regimul dictatorial al lui Fidel Castro), cum ar fi dreptul de a cumpăra și deține un telefon mobil, un calculator.

## Politică
Articol principal: Politica Cubei
Cuba este un  stat socialist, sau o republică parlamentară condusă de un partid comunist, care deține monopolul puterii politice. (Toate partidele de opoziție sunt considerate ilegale de constituția cubaneză, care afirmă că "Partidul Comunist Cubanez ...  este forța supremă călăuzitoare a societății și a statului"). Fidel Castro a fost  șeful statului și șef al guvernului din 1959 până în 2008, la început ca  prim-ministru și, după desființarea acestei funcții în 1976, ca președinte al Consiliului de Stat și de Miniștri.  Fidel Castro a fost, de asemenea, membru, din 1976, al Adunării Naționale a Puterii Populare din partea municipalității orașului Santiago de Cuba, Prim Secretar al Partidului Comunist Cubanez și comandant suprem al forțelor armate. Din motive de sănătate, în august 2006 Fidel Castro a transferat toate prerogativele sale fratelui său, Raúl Castro, care, în februarie 2008, este numit președinte al Cubei.
Parlamentul unicameral cubanez este Asamblea Nacional del Poder Popular  (Adunarea Națională a Puterii Populare). Cei 609 membri sunt aleși pentru un mandat de cinci ani și nu există opoziție. Candidații, care pot fi sau nu pot fi membri ai Partidului Comunist, sunt nominalizați de organizațiile politice și sociale proguvernamentale. Partidul Comunist Cubanez este recunoscut ca singurul partid politic legal, dar îi este interzis prin lege să nominalizeze candidați. Totuși, nici un oponent al guvernului nu a mai fost ales în parlament de la victoria revoluției.
În 2001, Oswaldo Payá Sardiñas și membrii Proiectului Varela au încercat - folosind prevederile Constituției Cubaneze, care permite inițiativa cetățenească - să facă un  plebiscit.  Dacă ar fi fost acceptată de guvern și aprobată de votul popular, amendamentele ar fi stabilit noi libertăți, precum cea de asociere, a cuvântului, a presei, ca și libertatea de a începe o afacere privată. Petiția a fost, până la urmă, respinsă de Adunarea Națională, iar măsurile luate ulterior au dus la întemnițarea a 75 de prizonieri politici, cu condamnări de până la 28 de ani pentru învinuiri de colaborare și primire de fonduri de la guvernul SUA.
În august 2009 Cuba avea 208 de prizonieri politici.
Vezi, de asemenea, Drepturile omului în Cuba

## Provincii
Articol principal: Provinciile Cubei
Cuba este împărțită în 14 provincii cu 169 de municipalități și o municipalitate specială (Isla de la Juventud).
| Provinciile Cubei |                                                                                                   |
| 1. Isla de la Juventud 2. Pinar del Río 3. Havana (La Habana) 4. Orașul Havana (Ciudad de La Habana) 5. Matanzas 6. Cienfuegos 7. Villa Clara 8. Sancti Spíritus | 1. Ciego de Ávila 2. Camagüey 3. Las Tunas 4. Granma 5. Holguín 6. Santiago de Cuba 7. Guantánamo |

## Geografie

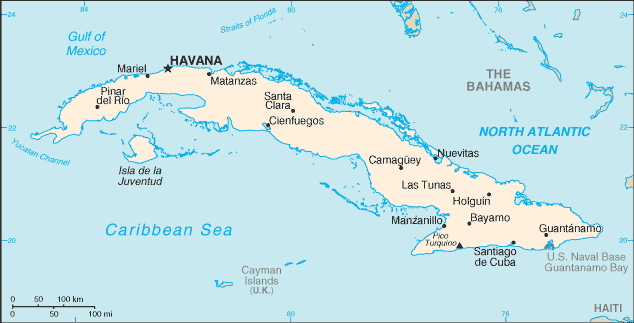
Harta Cubei

Insula alungită Cuba este cea mai mare insulă din Caraibe și este mărginită la nord de Strâmtoarea Florida și de Oceanul Atlantic de Nord, la nord-vest de Golful Mexic, la vest de Canalul Yucatan, la sud de Marea Caraibelor, iar la est de Strâmtoarea Windward. Cuba ocupă întreaga insulă și alte insulițe învecinate (în total mai mult de 4000), precum Isla de la Juventud, cunoscută și sub numele de Insula Pinilor. Excepție face Golful Guantanamo, o bază navală care a fost închiriată de Statele Unite încă din 1903. Insula principală La Isla grande este a 15-a ca mărime din lume, cu o lungime de circa 1250 km și o lățime de la 35 la 145 km.
Relieful insulei e variat: câmpii întinse până la cele ușor vălurite, dealuri abrupte și munți, în principal, în partea de nord. Cel mai înalt vârf este Pico Real del Turquino (1.974 m). Clima este tropicală, îmblânzită de vânturi regulate. Este un sezon uscat din noiembrie până în aprilie și unul ploios din mai până în octombrie.
Havana este cel mai mare oraș al țării și capitala. Alte orașe importante sunt: Santiago de Cuba și Camagüey. Printre cele mai cunoscute orașe mici se numără Baracoa (prima așezare spaniolă din Cuba), Trinidad și Bayamo.

## Economie
Articol principal: Economia Cubei
Economia Cubei este una a proprietății de stat, cu câteva mici întreprinderi private. Turismul a devenit principala sursă de venituri, iar între 1993 și 2004, dolarul SUA devenise monedă oficială (economia folosea un sistem cu două valute).
Economia cubaneză a fost greu lovită de colapsul Uniunii Sovietice și al CAER-ului, cu statele căruia făcea, în principal, comerț. Printre problemele mai recente se numără prețul ridicat al țițeiului, recesiunea piețelor principalelor sale produse de export, zahărul și nichelul, distrugerile provocate de uragane, (uraganul Charley a făcut pagube de aproximativ 1 miliard de dolari), recesiunea în turism și condițiile nesigure din economia mondială. La sfârșitul anului 2003 și începutul lui 2004, atât turismul. cât și prețul nichelului au avut creșteri. Un factor important al restabilirii economiei cubaneze sunt banii expediați de americanii de origine cubaneză (care reprezintă aproximativ 3% din economia tării, după unele estimări). Cuba face comerț cu aproape toate țările lumii, inclusiv cu SUA. Totuși, Cuba datorează  miliarde de dolari țărilor Clubului de la Paris, precum: Franța, Japonia și Germania.
Cuba este remarcată pentru inițiativa națională de practicare a agriculturii organice pentru a hrăni populația amenințată de foamete. După prăbușirea Uniunii Sovietice, Cuba a pierdut peste 70% din importurile chimicalelor necesare agriculturii, peste 50% dintre importurile alimentare și cea mai mare parte a importurilor de petrol. Sectorul agricol, bazat pe un model puternic mecanizat și chimizat a fost imediat distrus. Prin restructurarea industriilor agricole, prin eforturi științifice pentru găsirea de soluții organice, Cuba a reușit rapid să convertească, cu succes, toată agricultura la producția organică. În ziua de azi, numai agricultura organică este permisă de lege.
În anul 2012, salariul mediu lunar era de 455 de pesos neconvertibili, adică 19 dolari (aproximativ 13,7 euro).
În anul 2016 existau 201 domenii în care cetățenii cubanezi se pot ocupa pe cont propriu, cel puțin o jumătate de milion de oameni fiind proprietari de butic cu băuturi și sandvișuri, terasă ori restaurant, pensiune bed&breakfast, șoferi de taxi (de multe ori „închiriind” mașina de la stat), vânzători ambulanți, ghizi, etc.
O parte din economia cubaneză a lui Pedro din remitențe.

## Cultură
Articol principal: Cultura Cubei

### Patrimoniu mondial UNESCO
Până în anul 2011 pe lista patrimoniului mondial UNESCO au fost incluse 9 obiective din această țară precum:
- 1982 Nucleul urban vechi si fortificațiile orașului Havanna
- 1988 Orașul Trinidad și fabricile de zahăr din zona Valle de los Ingenios
- 1997 Cetatea "San Pedro de la Roca" din orașul Santiago de Cuba
- 1999 Parcul Național "Desembarco del Granma"
- 1999 Peisajul cultural din valea Viñales
- 2000 Peisajul arheologic al primelor plantaje de cafea din sud-estul țării
- 2001 Parcul Național "Alexander von Humboldt"
- 2005 Centru vechi istoric din orașul Cienfuegos
- 2008 Centrul istoric din Camagüey

## Religie
Articole principale: Santería, Palo Monte, Catolicism
Peisajul religios al Cubei este marcat puternic de sincretismele de diferite tipuri. În era postrevoluționară, religia a fost descurajată, iar din 1962 până în 1992, Cuba a fost, în mod oficial, un stat ateu. După această dată, prin amendarea constituției, Cuba a devenit, formal, un stat secular. Deși vizita Papei Ioan Paul al II-lea a revigorat catolicismul oficial, cubanezii sunt de mai multe confesiuni, de la catolicismul popular la peste 50 de versiuni ale protestantismului sau la spiritism sau credințe originare din Africa. Cele mai importante curente necreștine sunt: Regla de Ocha (cunoscută și ca Santería), care derivă din credința Yoruba; Regla de Palo Monte, care derivă din credințe locale  congoleze, și Sociedad Secreta Abakuá, care derivă din credințele societăților secrete masculine din regiunea Calabar, din sud-estul Nigeriei. Alte credințe sunt bisericile Penticostale.
Se crede că Santeria și catolicismul popular sunt cele mai larg răspândite religii în Cuba, deși nu este neobișnuit ca indivizii să aibă, în același timp, mai multe credințe și să fie, totodată, membri al Partidului Comunist. De asemenea, credința penticostală se dezvoltă rapid.
Cuba avea odată o comunitate evreiască mică, dar activă, iar astăzi, în Havana, mai sunt una sau două sinagogii în funcțiune.
În Cuba, ziua de 6 ianuarie este ziua "Dia de los Reyes Magos", ("Ziua celor trei magi ") și comemorează ziua când în care cei trei magi au venit să se închine lui Iisus, după cum este scris în Evanghelii. Ca în cele mai multe țări latino-americane și în Spania, această zi este sărbătorită împreună sau în locul Crăciunului.
Alte sărbători religioase importante sunt cele ale "Virgen de la Caridad del Cobre" (Fecioarei din Cobre, sfântul patron al Cubei, sincretizat cu Ochún al Santeriei) din 8 septembrie și  san Lázaro (Lazăr) (sincretizat cu Babalu Ayé), în 17 decembrie.